# زنغكان
زنغكان هي قرية في مقاطعة أرومية، إيران. يقدر عدد سكانها بـ 91 نسمة بحسب إحصاء 2016.